# Наботова киста
Наботова киста — заполненная слизью киста на поверхности шейки матки. Обычно наличие такой кисты не сопровождается симптомами, хотя иногда она может выглядеть как полип, вызывать выделения из влагалища или, в редких случаях, боль. Как правило, размер Наботовой кисты составляет несколько миллиметров, хотя может достигать и четырёх сантиметров. Наботовы кисты — это несерьёзное нежелательное явление.
Факторы риска включают многократные роды и предшествующий цервицит. Основной механизм образования — нарастание многослойного плоского эпителия эктоцервикса на простой столбчатый эпителий эндоцервикса. Тканевый нарост блокирует эндоцервикальные железы, задерживая слизь внутри. Диагноз обычно ставится на основе внешнего осмотра. При больших размерах кист дифференциальная диагностика включает рак шейки матки. Для уточнения диагноза используют метод биопсии тканей под контролем МРТ.
Обычно никакого специального лечения не требуется. При наличии симптомов кисту можно дренировать или, если диагноз неясен, удалить хирургическим путём. Наботовы кисты встречаются часто. Их название происходит от имени Мартина Набота (1675—1721).